# 斯拉姆佩站
斯拉姆佩站是图库姆斯–叶尔加瓦铁路上的一个火车站。车站于1904年作为文茨皮尔斯-莫斯科铁路的一个车站而正式启用。